# Blumenholz
Blumenholz är en kommun och ort i Landkreis Mecklenburgische Seenplatte i förbundslandet Mecklenburg-Vorpommern i Tyskland.
Kommunen ingår i kommunalförbundet Amt Neustrelitz-Land tillsammans med kommunerna Blankensee, Carpin, Godendorf, Grünow, Hohenzieritz, Klein Vielen, Kratzeburg, Möllenbeck, Userin och Wokuhl-Dabelow.